# Pete Johnson (musicien)
Pour les articles homonymes, voir Johnson et Pete Johnson.
Peter Johnson, dit Pete (25 mars 1904 à Kansas City - 23 mars 1967 à Buffalo) est un pianiste de jazz américain et une des grandes figures du boogie-woogie. Il a notamment collaboré avec Albert Ammons et Big Joe Turner.
En 1938, il participe avec Ammons et Turner au fameux concert From Spirituals to Swing au Carnegie Hall à New York et, peu après, compose Roll'em Pete avec Big Joe Turner, un boogie rapide, dans lequel certains voient le premier rock 'n' roll de l'histoire.